# 女子アナスペシャル
『女子アナスペシャル』（じょしアナスペシャル）は、1997年から2013年までフジテレビ系列で放送されていたアナウンサー出演の特別番組。正式な番組名はその年によって異なる。

## 番組概要・放送時期
フジテレビをはじめ全国のFNS各局の女性アナウンサーがスタジオに集結し、料理対決や体力テストなどに挑戦するほか、0学占いで女子アナそれぞれの運勢を占う企画（2002年まで）や、番組出演のNG場面を公開するほか、フジテレビ女子アナのうち1名をターゲットにしたドッキリ企画や、フジ女子アナ限定の貴公子選び（2003年から2006年まで）などといった企画を行っていた。
この特番の放送開始以来FNS系列局が入れ替わった地区は、1993年に脱退の山形テレビと1997年開局のさくらんぼテレビジョンによる、山形地区のみである。かつて同系列とのクロスネット局だったテレビ山口が脱退したのは、この特番の放送開始より前の年だったので、同局の女子アナの出演も同局でのネット放送も共に一度もない。
2001年までは正月三が日の昼枠で（1997年のみ1月5日21:00-22:24の枠、以下全て日本時間表示）が、2002年 - 2007年は三が日明け最初の月曜日のゴールデンタイムで放送されていた（なお三が日及び1月4日は特定番組（）優先のため、原則として1月5日-11日のいずれかであった）。しかし、2005年-2007年の三が日明け最初の月曜日が成人の日と重なったこともあり、2008年も成人の日のゴールデンタイムに放送枠が組まれ、初めて三が日明け2週目の月曜日の放送となった。
2002年からの司会進行はSMAPの草彅剛、おすぎとピーコでタイトルも「草彅・おすぎとピーコの」が冠についていた。。ただし2003年あたりまでは、さらにフジテレビの女性アナウンサー2〜3人が司会に加わることもあった。これまでに、コーナー進行ゲストとして爆笑問題らも参加している。2008年は草彅剛が扮した赤鬼のキャラクター"鬼つよし"もモニターに登場した。2009年以降は草彅剛単独司会となり冠は「草彅剛の」に変更された。2010年以降は千原ジュニアが草彅の補佐役（ジュニア曰く「草彅くんのお手伝い」）として出演していた。
出演する女子アナの衣装も、2001年までは振袖がメインだったが、ゴールデンタイム移行後の2002年からはドレスが主流になってきていた（以後も構成によっては全員振袖着用の場合があった）。
「女子アナ料理対決」では「料理の鉄人」の和の鉄人・道場六三郎や、1月新番組ドラマの出演者が審査員として出演。
2006年の放送はテレビドラマ「西遊記」(香取慎吾主演)、「SMAP×SMAP'06新春生スペシャル」とともに、"新春SMAPホリデースペシャル"の一環として放送された。
2008年は"SMAPローズデー"の一環で放送され、エンディングで阿部知代と高島彩によるバラの花束交換が行なわれた。

### 正月番組から正月明けの枠への移動
前述の通り2002年以降、3が日明けのゴールデンタイムに放送枠が移動した。フジテレビがこの措置をとった主な理由は2点ほど考えられる。一つは、この番組よりも更に高視聴率が取れる番組を3が日に編成した結果、この番組の放送時期を後ろにずらした。もう1つは、人気低迷ととらえずに、正月番組のみならず正月明けでも目玉番組を設け、結果として両方の時期で視聴率を伸ばそうとする狙いがある、この2点があげられる。
しかし、2007年は番組内容のマンネリ化に加え、放送時間帯が『報道特捜プロジェクト "責任者出て来い!"怒り爆発スペシャル』（日本テレビ）及び『今夜決定!最強芸能人雑学王No.1決定戦スペシャル』（テレビ朝日）の真裏であったことからか視聴率は11.9%と伸び悩んだ。
2008年は『薔薇のない花屋』『SMAP×SMAP'08弾丸ファイトSP!』と連動した視聴者プレゼント企画"SMAPローズデー"として放送された効果もあったのか、年齢別に2チーム（ヤングチーム：キャプテンは高島彩、ベテランチーム：キャプテンは阿部知代）に分かれての対決方式が功を奏したのか、視聴率は13.6%（視聴率はいずれも関東地区、ビデオリサーチ調べ）と若干持ち直した。
2009年は「女性芸能人とプライドを賭けて戦います!SP」と題し、フジテレビの女性アナウンサーと女性芸能人がクイズで対決した。アナウンサーはフジテレビ社員のみの出演となり、系列局のアナウンサーは出演しなかった。また、この年よりおすぎとピーコが番組から外れ、草彅が単独で司会することになった。
2010年は放送枠を「カスペ!」（火曜19:00-20:54）枠へ移行。今回は「人気芸人が女子アナを丸ハダカSP」と題して、ゲストの売れっ子芸人（千原ジュニア、バナナマン、はんにゃ、オードリー、タカアンドトシ、フットボールアワー・岩尾望）がフジテレビ女性アナウンサー20人の本性を引き出す企画を行なった。前年に引き続き草彅が単独司会を行なったものの各コーナーにおいてゲストの芸人（「女子アナ歌がうまい選手権」ではタカアンドトシ、「ランキング企画」では千原ジュニアなど）がアシスタントを行った。ちなみにランキング以外の企画はほぼ『アナ★バン!』（一部地域を除く）で行なわれた企画が多い。
また、2010年以降は正月明け以外の枠にも放送されていたが2013年の放送をもって一旦終了。その後、6年後の2019年2月9日に土曜プレミアム枠にて、明石家さんま冠司会による『さんまのFNSアナウンサー全国一斉点検』が放送、FNS系列アナウンサー350人中最も個性的な41人が出演し6年ぶりに復活再スタートした。翌年(2020年)に第2弾が放送されたが、その年に新型コロナウイルスが国内外に蔓延などでしばらく行われなかったが、4年後の2024年に第3弾を番組タイトルを変えて行われた。

### 2009年以後のFNS系列28局アナウンサーの出演
- FNS27時間テレビへの出演
  - 2009年7月25日・26日放送の「FNSの日26時間テレビ2009」のFNS企画「FNS27局対抗!三輪車12時間耐久レース」では4人のドライバーの中に女性メンバー1人を入れるルールがあり、チームの中心が女性ドライバーに固めたテレビ新広島・鹿児島テレビは男子アナ(一方の秋田テレビは4人すべて女性）、それ以外の局は女子アナが出演した。
  - 2010年7月放送の「FNSの日26時間テレビ2010」のFNS企画「FNS27局対抗!三輪車12時間耐久レース」でも各局社員・アナウンサーがドライバーとして参戦。北海道文化放送・秋田テレビ・福島テレビ・岡山放送・鹿児島テレビといった局は2人以上が局アナだった。
  - 2011年7月に放送した「FNS27時間テレビ めちゃ×2デジってるッ!」のFNS企画「FNS歌へた自慢」では一部局ではアナウンサーが参加。うち、テレビ西日本・鹿児島テレビ・福井テレビの3局のアナウンサーが「歌へた神7」に選出された。
  - 2012年7月に放送した「FNS27時間テレビ 笑っていいとも!真夏の超団結特大号!!」のFNS企画「FNSアナウンサーがんばった歌謡大賞」では各局代表アナが参加した。但し、北海道文化放送はアナウンサーではなく報道部デスクが出場した。しかし、草彅はマラソンしたので、代わりに香取が司会を務めた。
- FNS27時間テレビ以外
  - 2010年4月29日に「とんねるずのみなさんのおかげでした」にて、「矢島のケンミンSHOW」（裏番組「秘密のケンミンSHOW」のパロディ企画）で、FNS系列の女子アナウンサーが出演した。

## 番組遍歴・放送日
1980年代
- 『いきなり!フライデーナイト』の番組内企画から独立番組となる。

1990年代
- 1990年1月2日
  - 新春いきなりスペシャル '90勢揃い!女性アナ新年会
  - 司会者は不明。
- 1992年1月3日
  - 純次・慎吾のどっちがおいしいかチェック! 新春女性アナウンサー新年会
  - 高田純次・柳沢慎吾が司会を務めた。
- 1993年1月2日
  - 邦ちゃん・鶴瓶の'93新春美人アナ新年会
  - 山田邦子が司会を務め、鶴瓶はこの回から97年まで出演。
- 1994年1月3日
  - '94お正月だよ!美人女子アナ大宴会
  - 鶴瓶の他、ヒロミ、森口博子、森脇健児が司会を務めた。
- 1996年1月3日
  - '96美人女子アナ大宴会
- 1997年1月5日
  - 鶴瓶・SMAPの美人女子アナ大新年会
  - この年のみ、放送枠の関係で関西テレビと共同制作。
- 1999年1月3日
  - 草なぎ・キャイ〜ン・ココリコの'99美人女子アナ大宴会
  - メイン司会が鶴瓶から草彅に変更。SMAPの枠はキャイ〜ン・ココリコが起用。
- 1999年7月18日（17日深夜）（『'99FNS1億2700万人の27時間テレビ夢列島』内深夜コーナー）
  - FNS出張女子アナ早起きスペシャル!!

2000年代
- 2000年7月9日（8日深夜）（『2000FNS1億2700万人の27時間テレビ夢列島』内深夜コーナー）
  - 草彅・キャイ〜ン・ココリコの女子アナといろいろやってみるぞスペシャル!
- 2001年1月3日
  - 新春女子アナここまでやります スペシャル'01
- 2002年1月7日
  - 草彅・おすぎとピーコの女子アナ 今年もしっかりしてください!!スペシャル
  - 新たにおすぎ・ピーコを起用。
- 2003年1月6日
  - 草彅・おすぎとピーコの女子アナ 今年もしっかりしてください!!スペシャル
- 2004年1月5日
  - 草彅・おすぎとピーコの女子アナ 本当の私を見てください!!スペシャル
- 2005年1月10日（月曜日）
  - 草彅・おすぎとピーコの女子アナ2005 大人の女になりなさいよ!スペシャル
  - この回より、ハイビジョン制作に。
- 2006年1月9日(『新春SMAPホリデースペシャル』と連動して放送された)
  - 草彅・おすぎとピーコの女子アナ2006 大人の女になりたいのっ!スペシャル
- 2007年1月8日
  - 草彅・おすぎとピーコの女子アナ2007 もっと大人になりたいのっ!スペシャル
- 2008年1月14日
  - 草彅・おすぎとピーコの女子アナ2008 ベテランvsヤング仁義なき戦いSP
- 2009年1月12日
  - 草彅剛の女子アナ2009 〜女性芸能人とプライドを賭けて戦いますSP〜
  - おすぎ・ピーコが降板。

2010年代
- 2010年1月12日（『カスペ!』枠）
  - 草彅剛の女子アナ2010 〜人気芸人が女子アナを丸ハダカSP〜
- 2010年7月13日19:00 - 20:54放送[3]（『カスペ!』枠）
  - 草彅剛の女子アナ2010夏 人気芸人が女子アナの素顔を暴きますSP!
    - 初の年2回、しかも真夏での放送である。
- 2011年1月13日
  - 草彅剛の女子アナスペシャル2011 〜人気芸人がメッタ切りスペシャル〜
- 2011年9月13日（『カスペ!』枠）
  - 草彅剛の女子アナ☆2011 フジテレビ愛は本当にあるのか!!?ガチ検証SP
- 2012年1月23日19:00 - 20:54[4]
  - 草彅剛の女子アナSP2012 〜全国歌がうまい女子アナ決定戦〜
- 2012年10月15日
  - 草彅剛の女子アナSP2012
- 2013年1月7日
  - 草彅剛の女子アナスペシャル2013 〜ニッポンの御曹司が決める!No.1なでしこ女子アナ決定戦〜
- 2019年2月9日・2020年4月18日
  - フジアナ特番が『さんまのFNSアナウンサー全国一斉点検』として6年ぶりに放送。
- 2024年4月20日21:00〜23:40
  - フジアナ特番が『土曜プレミアム・FNS明石家さんまの推しアナGP（グランプリ）』として4年ぶりに放送。

## 主な司会者
2013年1月7日時点
司会
- 草彅剛（SMAP）

過去
- 山田邦子
- 渡辺徹
- 露木茂

- 笑福亭鶴瓶
- SMAP
- 爆笑問題

- おすぎ
- ピーコ
- 有吉弘行

- 千原ジュニア（千原兄弟）
- 西山喜久恵（フジテレビアナウンサー）

ほか、フジテレビ女子アナ2-3名が司会で参加していた。

## 出演した主な女性アナウンサー
（※フジテレビ（共同テレビ）アナウンサーのみを列挙。退職者（△）を含む）2012年10月時
- 松尾紀子△
- 吉崎典子[注 1]
- 阿部知代△
- 長野智子△
- 中井美穂△
- 青木美枝△
- 有賀さつき△
- 河野景子△
- 木幡美子[注 2]
- 八木亜希子△
- 佐藤里佳
- 大坪千夏△
- 近藤サト△
- 中村江里子△

- 西山喜久恵
- 小島奈津子△
- 木佐彩子△
- 武田祐子△
- 富永美樹△
- 菊間千乃△
- 杉浦広子△
- 佐々木恭子
- 深澤里奈△
- 春日由実△
- 荒瀬詩織△

- 島田彩夏
- 大橋マキ△
- 内田恭子△
- 千野志麻△
- 梅津弥英子
- 政井マヤ△
- 相川梨絵△[注 3]
- 滝川クリステル △[注 3]
- 高島彩△
- 福元英恵△
- 森本さやか[注 4]

- 冨田憲子[注 5][注 1]
- 中村仁美[注 6]
- 中野美奈子△
- 戸部洋子
- 石本沙織
- 長野翼△[注 7]
- 高橋真麻△
- 斉藤舞子
- 平井理央△
- 遠藤玲子[注 8]
- 宮瀬茉祐子△[注 9]

- 本田朋子△
- 松尾翠△[注 8][注 10]
- 秋元優里[注 4]
- 大島由香里△
- 生野陽子
- 加藤綾子△
- 椿原慶子
- 松村未央
- 山中章子
- 細貝沙羅[注 11][注 8]
- 山﨑夕貴[注 11]

- 竹内友佳[注 12]
- 三田友梨佳[注 12]
- 久代萌美[注 13]
- 宮澤智[注 13][注 14]

など

## 主な企画・ゲスト
この番組ではフジテレビ（および系列局）女子アナ以外にも、多数のゲスト著名人が登場し、番組を盛り上げている。以下は、これまでに出演したゲストの主な例。
- 青木さやか（2005）
- 香椎由宇（2007）
- 国仲涼子
- 酒井ゆきえ（2004）
- 三瓶

- 杉田かおる
- 田崎真也
- 中井美穂（2004）
- 爆笑問題
- ペナルティ（2006）

- 水野美紀
- 道場六三郎
- 光浦靖子
- 森三中
- 山口智充（2006）

- 梨花
- 若槻千夏
- 魚ちゃん（2012年1月）
- 木村拓哉（SMAP、2012年10月）
- 香里奈（2012年10月）

- ローラ（2012年10月）

...など

### 2007年の出演者
女子アナ料理対決
審査員
- 道場六三郎 - 特別審査員
- おすぎ
- ピーコ
- 香椎由宇

実況
- 福井謙二アナウンサー

芸能界若妻チーム
- 千秋
- ユンソナ
- 千野志麻

女子アナチーム
- 高島彩
- 中野美奈子
- 本田朋子

結果：女子アナチームの勝利。
女子アナ2007〜NGドボンドガールを探せ!〜
- オリエンタルラジオ

女子アナ常識体育 運動神経No1決定戦
- ガレッジセール - 教官役

結果：優勝は宮瀬茉祐子。

### 女子アナドッキリ企画
『草彅・おすぎとピーコの女子アナスペシャル』時代の主な企画。
- 2008年まで、フジテレビの女子アナの中から一人をターゲットにした引っ掛け企画を行っていたが（その後2011年に1度復活）。
- なおターゲットとなるのは、入社1年目のアナウンサーになることが多かった（例外もあった）。

1. 2002年 - 内田恭子がドラマ「人にやさしく」のレポートで、五十嵐明役のニセ子役（実際の子役であった須賀健太ではない）にインタビューをする。そのニセ子役が一つしかない小道具の像（実はおすぎとピーコをモチーフにしたもの）を壊し、彼女が壊したことにされ子役にも泣かれてしまう。そして、スタッフが怒鳴り合いを始め、しまいには出演者の加藤浩次と香取慎吾が喧嘩をしてしまう（威嚇する加藤に頭を抱えしゃがみ込む香取も、その場にいた出演者の松岡充も必死に笑いをこらえていた）。その様子を見て彼女は喧嘩を完全に信じ込んでしまっていた。
2. 2003年 - 中野美奈子がドラマ「いつもふたりで」のレポートをするはずが、収録中に林家ペーが激怒して一時中断となる。
3. 2004年 - 戸部洋子がニセ番組の司会を担当させられた。
4. 2005年 - 斉藤舞子がニセの結婚式で司会を担当させられた。
5. 2006年 - 平井理央がドラマ「西遊記」のレポートをするはずが、アクション監督の指示でかぶった牛魔王のお面が外れなくなり、牛魔王役をやらされるハメになった。このアクション監督の名前は「リ・ドッキ」（繰り返すと「ドッキリ」）である。
6. 2007年 - 松尾翠が催眠術のニセ番組の司会を担当させられた。催眠術師の名前は「宗文世」 (そう・ぶんぜ。逆から読むと"全部うそ")である。
7. 2008年 - ベテランチーム2名（藤村さおり、吉崎典子）とヤングチーム2名（中村仁美、生野陽子）の対決形式で行われた。香取慎吾が仕掛け人となり、架空の番組内で一人ずつ月9ドラマ『薔薇のない花屋』の番宣インタビューを急遽行うが、香取は「別に…」「他のアナウンサーに代えて」などと不機嫌な態度で険悪な雰囲気となる。ベテランチームは驚きながらも何とか対応したが、ヤングチームは動揺を隠しきれず完敗した。
8. 2011年 - 生野陽子、加藤綾子がそれぞれ高島彩、中野美奈子と食事会をするが、高島の友人であるニセ社長がフリー転身後の契約金を出し、札束攻勢をしかける。その後札束攻勢を振り切って食事会は終了するが、そのやりとりを見ていた新聞記者やテレビ局のリポーターに詰め寄られるハメに。しかし、その報道陣は生野・加藤の同僚アナ（牧原俊幸、竹下陽平、田中大貴、斉藤舞子、遠藤玲子、平井理央、細貝沙羅、竹内友佳）というドッキリだった（その後加藤は2016年にフジテレビを退社し、実際フリーになった）。

### 女子アナ歌がうまい王座決定戦
『草彅剛の女子アナスペシャル』時代の主な企画。
- 2010年から登場した同局のカラオケ番組『お笑い芸人歌がうまい王座決定戦スペシャル』をモチーフにした企画。21人の女子アナがカラオケ採点で予選を行い、上位10人がスタジオで歌を披露（2011年1月放送回までは事前収録、2011年9月放送回からはスタジオ生歌）、草彅を除く10人のゲスト芸人が採点を行う（1人の持ち点は10点の100点満点）。
- なお、歌は主に1番のみで、事前に一人ずつ収録する形式。
- 以下の順位はいずれも本選のみ表記する。
- 2011年にはこの企画が番組のほぼメインとなっていた。
- 2011年9月・2012年1月放送回は、フジテレビ女子アナチームvsFNS系列各局女子アナ選抜チームとの対抗戦に変更された。、審査は4名のゲスト審査員+草彅（審査委員長）が採点を行う。（1人の持ち点は20点満点での合計100点満点。）
- 2012年10月放送回は、フジテレビ女子アナチームvs男性アナチームの対抗戦となった。審査は9名のゲスト審査員+草彅が採点を行う。（1人の持ち点は10点満点での合計100点満点。）

2010年1月
※100点が2人出たことでタカアンドトシ・タカの判定により優勝者は石本アナに決定した。
| 順位 | アナウンサー | 曲目（歌手・グループ名）         | 点数  |
| ---- | ------------ | -------------------------------- | ----- |
| 1位  | 石本沙織     | 三日月（絢香）                   | 100点 |
| 1位  | 高橋真麻     | お久しぶりね（小柳ルミ子）       | 100点 |
| 3位  | 大島由香里   | DESIRE（中森明菜）               | 92点  |
| 3位  | 加藤綾子     | 想い出がいっぱい（H2O）          | 92点  |
| 3位  | 高島彩       | OH MY LITTLE GIRL（尾崎豊）      | 92点  |
| 6位  | 本田朋子     | ハナミズキ（一青窈）             | 91点  |
| 7位  | 生野陽子     | 未来予想図II（DREAMS COME TRUE） | 87点  |
| 8位  | 中野美奈子   | 雨（森高千里）                   | 84点  |
| 9位  | 中村仁美     | タッチ（岩崎良美）               | 82点  |
| 10位 | 松尾翠       | フレンズ（レベッカ）             | 80点  |

2010年7月
| 順位 | アナウンサー | 曲目（歌手・グループ名）             | 点数  |
| ---- | ------------ | ------------------------------------ | ----- |
| 1位  | 高橋真麻     | かもめが翔んだ日（渡辺真知子）       | 100点 |
| 2位  | 石本沙織     | 愛をこめて花束を（Superfly）         | 99点  |
| 3位  | 高島彩       | まちぶせ（石川ひとみ）               | 94点  |
| 4位  | 大島由香里   | 嵐の素顔（工藤静香）                 | 92点  |
| 5位  | 加藤綾子     | CAN YOU CELEBRATE?（安室奈美恵）     | 90点  |
| 6位  | 中村仁美     | 部屋とYシャツと私（平松愛理）        | 87点  |
| 7位  | 斉藤舞子     | TOMORROW（岡本真夜）                 | 85点  |
| 8位  | 生野陽子     | また君に恋してる（坂本冬美）         | 80点  |
| 9位  | 中野美奈子   | あなたに会えてよかった（小泉今日子） | 79点  |
| 10位 | 松尾翠       | DIAMONDS（プリンセスプリンセス）     | 75点  |

2011年1月
※本選出場者は1人増えて11人となっている。これは、予選10位が二人いたことによる。

※100点が前々回同様2人出たが、今回は草彅の裁量で2人同時優勝とした。また、これとは別に88点の同率5位が3人出ている。
| 順位 | アナウンサー | 曲目（歌手・グループ名）                           | 点数  |
| ---- | ------------ | -------------------------------------------------- | ----- |
| 1位  | 高橋真麻     | シンデレラ・ハネムーン（岩崎宏美）                 | 100点 |
| 1位  | 石本沙織     | Everything（MISIA）                                | 100点 |
| 3位  | 大島由香里   | ああ無情（アン・ルイス）                           | 96点  |
| 4位  | 遠藤玲子     | 津軽海峡・冬景色（石川さゆり）                     | 90点  |
| 5位  | 本田朋子     | ひと夏の経験（山口百恵）                           | 88点  |
| 5位  | 斉藤舞子     | 今すぐKiss Me（LINDBERG）                          | 88点  |
| 5位  | 加藤綾子     | 異邦人（久保田早紀）                               | 88点  |
| 8位  | 中野美奈子   | ありがとう（いきものがかり）                       | 87点  |
| 9位  | 中村仁美     | 会いたい（沢田知可子）                             | 85点  |
| 10位 | 生野陽子     | Hello, Again 〜昔からある場所〜（My Little Lover） | 82点  |
| 11位 | 松尾翠       | 世界でいちばん熱い夏（プリンセスプリンセス）       | 79点  |

## 備考
2007年5月26日の『めちゃ2イケてるッ!』では、本特番のパロディ「チャンス到来男子アナもっと人気者になりたいのっ!SP」（男性アナウンサースペシャル）が放送された。出演した男子アナは15人。
- 三宅正治
- 軽部真一
- 笠井信輔

- 佐野瑞樹
- 伊藤利尋
- 竹下陽平

- 長谷川豊
- 森下知哉
- 渡辺和洋

- 田中大貴
- 福井謙二
- 田淵裕章

- 倉田大誠
- 榎並大二郎
- 生田竜聖

政井マヤ（当時）、戸部洋子、斉藤舞子、高橋真麻、松尾翠の女子アナ5人も見届け人として出演した。女子アナの場合は短パンはNGだったが、男子アナは短パン姿で番組に出演した。